# Survivor Series (2019)
Survivor Series (2019)  foi um evento de luta livre profissional produzido pela WWE e transmitido em formato pay-per-view (PPV) pelo WWE Network e contou com a participação de lutadores das marcas Raw, SmackDown e NXT. Foi realizado em 24 de Novembro, de 2019, no Allstate Arena no subúrbio de Chicago em Rosemont, Illinois. Foi o 33º evento sob a cronologia Survivor Series, o primeiro a incluir a marca NXT (incluindo a marca irmã do NXT, o NXT UK), foi o primeiro Survivor Series desde 2009 a apresentar três marcas principais, e o primeiro para apresentar lutas Survior Seres three-way de eliminação. Como nos três anos anteriores, o tema do evento foi a supremacia de uma marca e colocou lutadores das marcas uns contra os outros.
Dez lutas foram disputadas no evento, incluindo três no pré-show. O card foi destacado por duas lutas eliminatórias Survivor Series: o Time NXT venceu a luta feminina na luta de abertura, enquanto o time SmackDown venceu a luta masculina. No evento principal, a Campeã Feminina do NXT Shayna Baszler derrotou a Campeã Feminina do Raw Becky Lynch e a Campeã Feminina do SmackDown Bayley em uma triple threat. O NXT conquistou a supremacia da marca ao vencer quatro das sete lutas interbrand; o SmackDown venceu duas vezes, enquanto a única vitória do Raw foi no pré-show. No que foram as únicas lutas não interbrand no card, todos os três títulos mundiais da WWE foram defendidos: Brock Lesnar manteve o Campeonato da WWE contra Rey Mysterio em uma luta No Holds Barred, "The Fiend" Bray Wyatt manteve o Campeonato Universal contra Daniel Bryan e Adam Cole manteve o Campeonato do NXT contra Pete Dunne.

## Produção

### Conceito
Survivor Series é uma gimmick anual de pay-per-view, produzido todo mês de novembro pela WWE desde 1987. O segundo evento pay-per-view mais antigo da história (atrás apenas da WrestleMania), é um dos quatro pay-per-views originais da promoção, junto com a WrestleMania, Royal Rumble e SummerSlam, apelidados de "Big Four". O evento é tradicionalmente caracterizado por ter lutas Survivor Series, que são lutas eliminatórias de equipes que normalmente colocam times de quatro ou cinco lutadores uns contra os outros. Desde que a WWE reintroduziu a divisão de marcas em 2016, o Survivor Series se concentrou na competição entre Raw e SmackDown pela supremacia da marca. Em setembro de 2019, o NXT, anteriormente um território de desenvolvimento exclusivo do WWE Network, estreou na USA Network, solidificando seu status como a terceira grande marca da WWE, e foi subsequentemente adicionado ao evento de 2019 como parte do tema de competição da marca (lutadores da NXT UK também apareceu e foram agrupados ao NXT). O 33º evento da cronologia Survivor Series, foi o primeiro a incluir o NXT e o primeiro desde o evento de 2009 a apresentar uma terceira grande marca. O evento de 2019 teve lutas Survivor Series para homens e mulheres com cinco membros em cada equipe e, com a adição do NXT, ambas as lutas passaram a ser three-ways, tornando-as as primeiras lutas  three-way de eliminação do Survivor Series.
Começando com o evento de 2017, os campeões do Raw enfrentaram os campeões do SmackDown em lutas sem título, mas com a adição do NXT para o evento de 2019, as lutas se tornaram lutas triple threats entre os campeões das três marcas. Com exceção dos principais campeões masculinos - já que o título de cada marca foi defendido no evento - o Survivor Series 2019 contou com a luta entre as Campeãs Femininas do Raw, SmackDown e NXT, a luta entre o Campeão dos Estados Unidos (Raw), o Campeão Intercontinental (SmackDown) e o Campeão Norte-Americano.do NXT, e a luta entre o os Campeões de Duplas do Raw, SmackDown e NXT em uma luta triple threat de duplas. Como o  Campeonato dos Pesos-Médios do NXT é o único título desse tipo na WWE, ele foi defendido em uma luta de triple threat contra adversários das marcas adversárias. Durante uma chamada de mídia para o NXT TakeOver: WarGames, o COO da WWE e chefe do NXT Triple H disse que havia conversas sobre fazer uma luta tripla entre o Campeão da WWE, o Campeão Universal e o Campeão do NXT, mas por causa da história entre o Campeão da WWE Brock Lesnar e Rey Mysterio sentiram que a sua luta precisava acontecer neste evento. Ele também disse que o Campeão Universal "The Fiend" Bray Wyatt funcionou melhor em seu próprio enredo.

### Histórias
O show foi composto por dez lutas, incluindo três no pré-show. As lutas resultaram de enredos roteirizados, onde os lutadores retratavam heróis, vilões ou personagens menos distintos em eventos roteirizados que geravam tensão e culminavam em uma luta ou série de lutas. Os resultados foram predeterminados pelos escritores da WWE nas marcas Raw, SmackDown e NXT, enquanto as histórias foram produzidas nos programas semanais de televisão da WWE, Monday Night Raw, Friday Night SmackDown e Wednesday night's NXT.

#### Lutas pelos títulos mundiais
No Raw de 30 de setembro, Brock Lesnar atacou brutalmente Rey Mysterio, assim como o filho de Mysterio, Dominic, que estava sentado na primeira fila. Depois de Lesnar vencer o Campeonato WWE durante o 20º aniversário do SmackDown, um ferido Mysterio apareceu junto com o padrinho de Dominic e ex-rival de Lesnar no Ultimate Fighting Championship, Cain Velasquez, que atacou Lesnar. No Crown Jewel, Lesnar manteve o título contra Velasquez por submissão e continuou a aplicar o Kimura Lock após o término da luta até Mysterio atacar Lesnar com uma cadeira. Lesnar se defendeu de Mysterio, que retaliou atingindo Lesnar com várias cadeiradas, forçando-o a recuar. No SmackDown seguinte, Lesnar saiu do SmackDown para se mudar para o Raw (com o Campeonato da WWE), a fim de se vingar de Mysterio, que havia sido convocado para o Raw. No Raw seguinte , Lesnar atacou os membros da equipe de produção em busca de Mysterio, incluindo o comentarista Dio Maddin, que ele jogou na mesa de transmissão com um F-5. Mysterio então apareceu, atingiu Lesnar com um tubo de aço, e mais tarde desafiou Lesnar pelo Campeonato da WWE no Survivor Series, que foi oficializado. No Raw de 18 de novembro, o porta-voz de Lesnar, Paul Heyman, sugeriu uma luta No Holds Barred e Mysterio aceitou.
No Crown Jewel, o lutador do SmackDown "The Fiend" Bray Wyatt venceu o Campeonato Universal do Raw, transferindo assim o título para o SmackDown. Nos bastidores durante o episódio de 8 de novembro do SmackDown, enquanto Sami Zayn tentava convencer Daniel Bryan a se juntar à sua facção, "The Fiend" apareceu e atacou Bryan com o Mandible Claw. Durante um segmento do "Miz TV" na semana seguinte, Wyatt (como seu eu normal) provocou Bryan zombando de sua antiga persona "Yes Movement". Em resposta, Bryan desafiou Wyatt pelo Campeonato Universal no Survivor Series e Wyatt aceitou, mas com Bryan enfrentando o alter-ego de Wyatt "The Fiend".
Em 19 de novembro, Adam Cole foi escalado para defender o Campeonato do NXT no Survivor Series. Seu oponente foi determinado por uma luta Triple Threat que ocorreu no TakeOver: WarGames na noite anterior ao Survivor Series, onde Pete Dunne derrotou Damian Priest e Killian Dain para ganhar a chance pelo título. Isso marcou a primeira vez que um título do NXT seria defendido no card principal de um evento do Survivor Series.

#### Lutas entre os campeões das marcas
No episódio de 1º de novembro do SmackDown, depois que Bayley derrotou Nikki Cross para reter o Campeonato Feminino do SmackDown devido à interferência de Sasha Banks, a Campeã Feminina do NXT Shayna Baszler apareceu e atacou as três. Durante uma entrevista no Raw seguinte, Charly Caruso informou a Campeã Feminina do Raw, Becky Lynch, que ela enfrentaria Baszler e Bayley em uma luta triple threat sem título no Survivor Series, após a qual Baszler apareceu e confrontou Lynch. Nas semanas seguintes, as três iriam invadir os shows umas das outras, atacando-se mutuamente.
Antes do episódio de 6 de novembro do NXT, The O.C. do Raw (AJ Styles, Luke Gallows e Karl Anderson) invadadiram o NXT e atacaram The Undisputed Era (Adam Cole, Bobby Fish, Kyle O'Reilly e Roderick Strong). No Raw de 11 de novembro, uma luta de triple threat sem título entre o Campeão dos Estados Unidos AJ Styles, o Campeão Intercontinental Shinsuke Nakamura e o Campeão Norte-Americano do NXT Roderick Strong foi agendada para o Survivor Series. Após uma luta de duplas no episódio de 22 de novembro do SmackDown, os três lutaram entre si.
No Raw de 4 de novembro, uma luta triple threat de duplas entre os Campeões de Duplas do Raw The Viking Raiders (Erik e Ivar), os Campeões de Duplas do SmackDown The Revival (Scott Dawson e Dash Wilder) e os Campeões de Duplas do NXT The Undisputed Era (Bobby Fish e Kyle O'Reilly) foi agendada para o Survivor Series. No entanto, no episódio de 8 de novembro do SmackDown, The New Day (Big E e Kofi Kingston) derrotaram The Revival vencendo o Campeonato de Duplas do SmackDown, substituindo-os assim na luta. Durante uma revanche na semana seguinte, The Undisputed Era invadiu SmackDown e interferiu, custando ao The Revival a luta.

#### Lutas Survivor Series de eliminação
No episódio de 8 de novembro do SmackDown, Michael Cole anunciou Sasha Banks como a capitã do time feminino do SmackDown. Mais tarde naquela noite, Carmella e Dana Brooke derrotaram Fire &amp; Desire (Mandy Rose e Sonya Deville) para se qualificarem para a equipe após a luta ter sido remarcada devido a um ataque nos bastidores de Bianca Belair do NXT na semana anterior que levou a Rhea Ripley e Tegan Nox derrotarem Fire & Desire. Em 14 de novembro, o WWE.com anunciou Lacey Evans como a quarta membra do Time SmackDown, seguido por Nikki Cross em 17 de novembro, após Cross, que estava originalmente programada para enfrentar Bayley em uma luta de qualificação sem título, fez o pin em uma luta de equipes de oito mulheres no episódio de 15 de novembro do SmackDown. No Raw de 18 de novembro, Charlotte Flair foi anunciada como capitã do Time Raw, com Natalya, Sarah Logan e as Campeãs Femininas de Duplas, The Kabuki Warriors (Asuka e Kairi Sane), reveladas como as outras membras da equipe naquela noite. Após uma luta de duplas naquela noite em que Flair e Becky Lynch enfrentaram The IIconics (Billie Kay e Peyton Royce), esta última descontente por não ter sido selecionada para o Time Raw, Shayna Baszler do NXT, Marina Shafir e Jessamyn Duke atacaram as mulheres. No episódio de 22 de novembro do SmackDown, Rhea Ripley foi revelada como a capitã do Time NXT. Mais tarde naquela noite, Ripley derrotou Flair e Banks em uma luta Triple Threat, e uma briga ocorreu com todas as mulheres das três marcas após a luta. Após a conclusão do TakeOver: WarGames, Ripley escolheu Candice LeRae, Bianca Belair, Io Shirai e Toni Storm (do NXT UK) como as outras membras do Time NXT.
Em 8 de novembro, o WWE.com anunciou que Seth Rollins foi escolhido como o capitão da equipe masculina do Raw, com Kevin Owens, Ricochet, Randy Orton e Drew McIntyre revelados como os outros membros da equipe durante o episódio de 11 de novembro do Raw. No episódio de 12 de novembro do WWE Backstage, Roman Reigns foi revelado como o capitão do Time SmackDown, com Mustafa Ali (anteriormente conhecido como Ali), Braun Strowman, King Corbin e Shorty G também anunciados para a equipe. O chefe do NXT, Triple H, tentou convencer Rollins, assim como Owens, a deixar o Raw e voltar para o NXT, onde haviam começado suas carreiras na WWE. Ambos recusaram as ofertas, levando o roster do NXT a atacar o membros do Raw, bem como os do SmackDown. Na conclusão do Raw de 18 de novembro, Triple H convidou os membros do Raw e SmackDown para o episódio seguinte do NXT, onde uma grande briga estourou entre as três marcas. Todos os membros do Raw, SmackDown e NXT iriam brigar novamente após a conclusão de uma luta de trios no episódio de 22 de novembro do SmackDown. Triple H, Shawn Michaels e Road Dogg lideraram o elenco do NXT na invasão do SmackDown, reencenando como D-Generation X tentou invadir o Monday Nitro do World Championship Wrestling em 1998 com um tanque. Após a conclusão do TakeOver: WarGames, Triple H anunciou que Shawn Michaels revelaria os membros da Time NXT durante o pré-show Survivor Series.

## Evento
| Função:                     | Nome:                                                 |
| --------------------------- | ----------------------------------------------------- |
| Comentaristas em inglês     | Michael Cole (SmackDown/Luta pelo Campeonato do NXT)  |
| Comentaristas em inglês     | Corey Graves (SmackDown)                              |
| Comentaristas em inglês     | Vic Joseph (Raw)                                      |
| Comentaristas em inglês     | Jerry Lawler (Raw)                                    |
| Comentaristas em inglês     | Nigel McGuinness (NXT)                                |
| Comentaristas em inglês     | Beth Phoenix (NXT)                                    |
| Comentaristas em inglês     | Byron Saxton (Luta pelo Campeonato dos Pesos-Médios)  |
| Comentaristas em inglês     | Aiden English (Luta pelo Campeonato dos Pesos-Médios) |
| Comentaristas em espanhol   | Carlos Cabrera                                        |
| Comentaristas em espanhol   | Marcelo Rodríguez                                     |
| Comentaristas em russo      | Zhan Pomerantzev                                      |
| Comentaristas em russo      | Morti Margolin                                        |
| Comentaristas em russo      | Dimitri Guberniev                                     |
| Comentaristas em alemão     | Carsten Schaefer                                      |
| Comentaristas em alemão     | Tim Haber                                             |
| Comentaristas em alemão     | Calvin Knie                                           |
| Anunciadores de ringue      | Greg Hamilton (SmackDown)                             |
| Anunciadores de ringue      | Mike Rome (Raw)                                       |
| Anunciadores de ringue      | Alicia Taylor (NXT)                                   |
| Árbitros                    | Danilo Anfibio                                        |
| Árbitros                    | Jason Ayers                                           |
| Árbitros                    | John Cone                                             |
| Árbitros                    | Dan Engler                                            |
| Árbitros                    | Darrick Moore                                         |
| Árbitros                    | Eddie Orengo                                          |
| Árbitros                    | Chad Patton                                           |
| Árbitros                    | Darryl Sharma                                         |
| Árbitros                    | Ryan Tran                                             |
| Árbitros                    | Drake Wuertz                                          |
| Árbitros                    | Rod Zapata                                            |
| Entrevistadores             | Kayla Braxton                                         |
| Entrevistadores             | Sarah Schreiber                                       |
| Entrevistadores             | Cathy Kelley                                          |
| Painel do pré-show          | Jonathan Coachman                                     |
| Painel do pré-show          | Charly Caruso                                         |
| Painel do pré-show          | David Otunga                                          |
| Painel do pré-show          | Booker T                                              |
| Painel do pré-show          | Shawn Michaels                                        |
| Painel do pré-show          | cristão                                               |
| Correspondentes do pré-show | Sam Roberts                                           |
| Correspondentes do pré-show | John "Bradshaw" Layfield                              |

### Pré-show
Três lutas ocorreram durante as duas horas de pré-show do Survivor Series, duas das quais foram anunciadas durante o pré-show. Na primeira luta, Dolph Ziggler e Robert Roode do SmackDown venceram uma batalha real interbrand de 10 homens com duplas das três marcas, eliminando por último The Street Profits (Angelo Dawkins e Montez Ford) do Raw, dando ao SmackDown o primeiro ponto do noite.
Na segunda luta do pré-show, Lio Rush do NXT defendeu o Campeonato dos Peos-Médios do NXT em uma luta triple threat interbrand contra Akira Tozawa do Raw e Kalisto do SmackDown. No final, Rush realizou um Final Hour em Kalisto para reter o título, dando ao NXT seu primeiro ponto.
A última luta do pré-show foi a luta triple threat sem título entre os Campeões de Duplas do Raw The Viking Raiders (Erik e Ivar),  do SmackDown The New Day (Big E e Kofi Kingston), e do NXT The Undisputed Era (Bobby Fish e Kyle O'Reilly). O clímax viu The Viking Raiders executar The Viking Experience em O'Reilly e Fish, deixando as marcas com 1 ponto cada.
Também durante o pré-show, Shawn Michaels revelou Tommaso Ciampa (como capitão), Damian Priest, Keith Lee, Matt Riddle e o Campeão do Reino Unido Walter (do NXT UK) como membros do Time NXT para a luta Survivor Series masculina.

### Lutas preliminares
O pay-per-view começou com a luta Survivor Series feminina, com o Time Raw (Charlotte Flair, Natalya, Sarah Logan e as Campeãs Femininas de Duplas Asuka e Kairi Sane) contra o Time SmackDown (Sasha Banks, Carmella, Dana Brooke, Lacey Evans e Nikki Cross) contra o Time NXT (Rhea Ripley, Bianca Belair, Candice LeRae, Io Shirai e Toni Storm). Depois de uma briga, Shirai e LeRae foram levadas para ao backstage por aparentemente sofrerem lesões. A primeira eliminação ocorreu quando Belair prendeu Cross em um roll up após Ripley ter distraído a última. Logan foi eliminada em seguida por Belair, que realizou um 450 Splash em Logan. As próximas duas mulheres eliminadas foram Carmella, que foi imobilizada por um Natural Selection de Charlotte, logo seguida por Kairi Sane, que foi eliminada por um meteora de Banks. Asuka eliminou Brooke após um chute. Flair e Asuka subsequentemente entraram em uma discussão resultando em Asuka cuspindo uma névoa verde no rosto de Flair, que ficou cega e foi eliminada por Evans após um Women's Right; Asuka também saiu da luta durante este tempo, resultando em sua eliminação por desistência. Evans foi derrotada por Natalya com um school boy, que então aplicou uma dupla finalização ao lado de Banks para eliminar Storm. Belair foi então eliminada por Banks após um combo de spinebuster/clothesline. Banks também derrotou Natalya com um soco, após uma breve aliança contra Ripley. Shirai e LaRae então retornaram, e ajudaram Ripley, que executou um Riptide em Banks para vencer a luta para o Time NXT, trazendo a pontuação do NXT para 2 pontos com Raw e SmackDown com 1 ponto cada.
Nos bastidores, o capitão do Time Raw, Seth Rollins, questionou a lealdade de Kevin Owens quando Owens apareceu no NXT TakeOver: WarGames na noite anterior como o parceiro misterioso da equipe de Tommaso Ciampa na luta WarGames. Owens garantiu a Rollins que sua lealdade era com o Raw e que ele só havia participado daquela luta para se vingar da The Undisputed Era por tê-lo atacado no episódio anterior do Raw. Owens então questionou a própria lealdade de Rollins, trazendo à tona como Rollins havia traído seus companheiros de equipe do The Shield em 2014.
Em seguida foi a luta triple threat sem título entre os campeões secundários das marcas, o Campeão dos Estados Unidos do Raw, AJ Styles, o Campeão Intercontinental do SmackDown Shinsuke Nakamura (acompanhado por Sami Zayn) e o Campeão Norte-Americano do NXT Roderick Strong. Nos momentos finais, enquanto Styles realizava um Phenomenal Forearm em Nakamura, Strong jogou Styles para fora do ringue e imobilizou Nakamura para vencer a luta, elevando a pontuação do NXT para 3 pontos.
Depois disso, foi a primeira das três lutas por título em que Adam Cole defendeu o Campeonato do NXT contra Pete Dunne. No clímax, Cole executou um Last Shot na parte de trás da cabeça de Dunne para reter o título.
A quarta luta foi a luta pelo Campeonato Mundial do SmackDown, onde "The Fiend" Bray Wyatt defendeu o Campeonato Universal contra Daniel Bryan. Bryan executou um Running Knee em The Fiend que fez o kick out. Bryan executou Yes Kicks e três missile dropkicks consecutivos em The Fiend. Enquanto Bryan voltava para a corda superior, The Fiend pegou Bryan com a finalização Mandible Claw, fazendo com que Bryan desmaiasse com The Fiend obtendo a vitória por pinfall para reter o título.
Em seguida foi a luta masculina do Survivor Series, com o Time Raw (Seth Rollins, Drew McIntyre, Kevin Owens, Randy Orton e Ricochet) contra o Time SmackDown (Roman Reigns, Braun Strowman, King Corbin, Mustafa Ali e Shorty G) contra o Time NXT (Tommaso Ciampa, Damian Priest, Matt Riddle, Keith Lee e o Campeão do Reino Unido Walter). McIntyre deu um Claymore Kick em Walter para eliminá-lo. Shorty G foi então imobilizado por Owens após um frog splash. Ciampa executou um Spike DDT em Owens para eliminá-lo. Orton realizou um RKO em Priest para eliminá-lo, antes que Riddle rolasse Orton para eliminá-lo. O próprio Riddle foi então eliminado por Corbin após Orton realizar um RKO em Riddle com raiva. Depois de uma briga fora do ringue, Strowman foi eliminado por countout. Corbin então executou um End of Days em Ricochet para eliminá-lo. Ali foi eliminado após um Stomp de Rollins. McIntyre foi o próximo eliminado após um Spear de Reigns. Corbin foi então foi eliminado após receber uma Spear do companheiro de equipe Reigns, e Ciampa derrotou Corbin. Rollins e Reigns se juntaram brevemente e tentaram executar a powerbomb do The Shield em Ciampa através da mesa dos comentaristas, mas Lee apareceu para salvar Ciampa. De volta ao ringue, Rollins executou um The Stomp em Ciampa para eliminá-lo, seguido por Lee eliminando Rollins com um fireman's carry jackhammer. Lee executou um Spirit Bomb em Reigns que fez o kick out. Enquanto Lee tentava um moonsault, Reigns evitou Lee e executou um Spear para vencer a lutacomo o único sobrevivente do Time SmackDown, trazendo a pontuação do SmackDown para 2 pontos com NXT com 3 pontos e Raw com 1 ponto. Após a luta, Reigns mostrou respeito a Lee, oferecendo-lhe a mão que Lee aceitou.
A penúltima luta foi pelo Campeonato Mundial do Raw, onde Brock Lesnar (acompanhado por Paul Heyman) defendeu o Campeonato da WWE contra Rey Mysterio em uma luta No Holds Barred. Mysterio saiu rapidamente do ringue e obteve um tubo de aço, mas Lesnar impediu Mysterio de usá-lo e o dominou. O filho de Mysterio, Dominic, correu para o ringue com uma toalha na mão, implorando a Lesnar para parar o ataque. Como Lesnar estava distraído, Mysterio atacou Lesnar com um golpe baixo, seguido por um de Dominic. O pai e o filho então atacaram Lesnar com um tubo de aço e uma cadeira de aço, respectivamente, e então executaram um 619 duplo e  um dulpo Frog Splashe em Lesnar que conseguiu o kick out. Enquanto eles tentavam mais um Frog Splash, Lesnar rapidamente agarrou Dominic e executou um suplex alemão nele. Lesnar então pegou Mysterio no ar e executou um F-5 para reter o título.

### Evento principal
O evento principal foi a luta triple threat sem título entre as campeãs femininas das marcas, a Campeã Feminina do Raw Becky Lynch, a Campeã Feminina do SmackDown Bayley e a Campeã Feminina do NXT Shayna Baszler. As três trocaram seus ataques durante a luta, cada um realizando seus movimentos característicos. No clímax, enquanto Lynch estava fora do ringue, Bayley tentou um Diving Elbow Drop em Baszler, que a pegou em um Kirifuda Clutch, forçando Bayley a se submeter para vencer a luta. A vitória de Baszler deu ao NXT o ponto final da noite para ganhar a supremacia da marca com 4 pontos, onde o SmackDown tinha 2 pontos e o Raw apenas 1. Após a luta, Lynch atacou Baszler e jogou na mesa dos comentaristas.

## Depois do evento

### Raw
Durante a abertura do Raw da noite seguinte, o capitão do Time Raw, Seth Rollins, dirigiu-se ao vestiário do Raw, que cercava o ringue, e criticou seu fraco desempenho no Survivor Series. Em particular, Rollins destacou as performances da capitã feminina Charlotte Flair, Randy Orton e Rey Mysterio (por não ganhar o Campeonato da WWE, já que Brock Lesnar raramente aparece), bem como AOP (Akam e Rezar) por não participarem de nada: alienado pelos comentários, cada lutador gradualmente saiu. Rollins então se dirigiu a Kevin Owens, o último lutador remanescente no ringue. Ele novamente questionou a lealdade de Owens ao Raw, e acusou Owens de preguiçosamente tentar ser como ele mesmo. Em resposta, Owens realizou um stunner em Rollins e mais tarde o desafiou para uma luta. Durante a luta, o AOP entrou no ringue. Owens deu um tapa em Akam, resultando em AOP atacando Owens, dando-lhe uma vitória por desqualificação. AOP então voltou sua atenção para Rollins, que estava pronto para lutar, mas eles deixaram o ringue. Rollins então deu dois Stomps em Owens, provocando um heel turn para Rollins.
Também no Raw, uma luta pelo Campeonato dos Estados Unidos entre AJ Styles e Humberto Carrillo foi inicialmente agendada, mas os companheiros de equipe de Styles do O.C., Luke Gallows e Karl Anderson, atacarem Carrillo por trás durante sua entrada, tornando-o incapaz de competir. Ricochet, Drew McIntyre, Randy Orton e Rey Mysterio então solicitaram uma luta pelo título. Uma luta fatal four-way foi disputada para determinar quem desafiaria Styles pelo título naquela noite. Mysterio venceu a luta fatal e posteriormente derrotou Styles para vencer o Campeonato dos Estados Unidos pela segunda vez, com a ajuda de Orton.
Devido aos eventos que ocorreram entre Charlotte Flair e Asuka durante a luta feminina do Survivor Series, uma luta entre as duas foi agendada para o Raw da noite seguinte, onde Asuka derrotou Flair após uma assistência de sua parceira de duplas Kairi Sane e novamente cuspindo névoa verde no rosto de Flair.

### SmackDown
O capitão do Time SmackDown Roman Reigns abriu o SmackDown seguinte. Reigns agradeceu a sua equipe, exceto King Corbin, a quem ele atacou. Corbin afirmou que foi por causa dele que o SmackDown venceu, e afirmou que Reigns traiu sua equipe quando Reigns causou sua eliminação atacando-o. Reigns desafiou Corbin para uma luta, no entanto, Corbin trouxe Dolph Ziggler e Robert Roode e Roode desafiou Reigns, no qual Reigns venceu. Após a luta, uma briga começou.
Também no SmackDown seguinte, o Campeão Universal "The Fiend" Bray Wyatt desafiou Daniel Bryan, que agora estava abraçando o Movimento Yes novamente, para outra luta que Bryan aceitou. The Fiend então atacou Bryan, arrancando seu cabelo. Ele também estreou um novo título personalizado.
A campeã Feminina do SmackDown Bayley e a capitã do Time SmackDown Sasha Banks afirmaram que não perderam no Survivor Series porque o NXT foi melhor, mas porque o resto do SmackDown as decepcionou. Banks e Bayley criticaram cada membro do Time SmackDown com Lacey Evans sendo a última, que apareceu para enfrentá-las e aplicou um Women's Right em Banks.

### NXT
No NXT seguinte, toda o roster (incluindo o NXT UK) celebrou a vitória de sua marca sobre o Raw e SmackDown no Survivor Series mas foram interrompidos pela The Undisputed Era. Adam Cole afirmou que a única razão pela qual o NXT ganhou foi devido ao seu grupo. Tommaso Ciampa lembrou Cole que foi sua equipe que derrotou a The Undisputed Era no WarGames e avisou que seus dias de campeão estavam contados, com Ciampa se concentrando no Campeonato do NXT de Cole. Finn Bálor então interrompeu. Em resposta, Ciampa lançou um desafio a Bálor, que este concordou, e Bálor derrotou Ciampa devido à interferência de Cole. Após a luta, Bálor aplicou um Pelé Kick em Cole.
Também no NXT seguinte, Rhea Ripley teve um confronto cara a cara com a Campeã Feminina do NXT Shayna Baszler, e a parabenizou por derrotar a Campeã Feminina do Raw Becky Lynch e a Campeã Feminina do SmackDown Bayley no Survivor Series. Ripley então lembrou Baszler que sua equipe derrotou a equipe de Baszler no WarGames e então lançou um desafio para Baszler pelo seu título.
Também no NXT seguinte, Lio Rush derrotou Akira Tozawa do Raw para reter o Campeonato dos Pesos-Médios do NXT.

## Resultados
| Nº                                          | Resultados | Estipulações                                                          | Tempo |
| ------------------------------------------- | --- | --------------------------------------------------------------------- | ----- |
| Pré- show                                   | Dolph Ziggler e Robert Roode (SmackDown) venceram eliminando por último The Street Profits (Angelo Dawkins e Montez Ford) (Raw) | Battle Royal Interbrand de 10 equipes                                 | 8:20  |
| Pré- show                                   | Lio Rush (c) (NXT) derrotou Akira Tozawa (Raw) e Kalisto (SmackDown) | Luta triple threat Interbrand pelo Campeonato dos Pesos-Médios do NXT | 8:20  |
| Pré- show                                   | The Viking Raiders (Erik e Ivar) (Campeões de Duplas do Raw) derrotaram The New Day (Big E e Kofi Kingston) (Campeões de Duplas do SmackDown) e The Undisputed Era (Bobby Fish e Kyle O'Reilly) (Campeões de Duplas do NXT)                             | Luta triple threat de duplas                                          | 14:35 |
| 1                                           | Time NXT (Rhea Ripley, Bianca Belair, Candice LeRae, Io Shirai, e Toni Storm) derrotaram Time Raw (Charlotte Flair, Natalya, Asuka, Kairi Sane, e Sarah Logan) e Time SmackDown (Sasha Banks, Carmella, Dana Brooke, Lacey Evans, e Nikki Cross)1       | Luta Survivor Series 5-contra-5 de eliminação                         | 28:00 |
| 2                                           | Roderick Strong (Campeão Norte-Americano do NXT) derrotou AJ Styles (Campeão dos Estados Unidos) e Shinsuke Nakamura (Campeão Intercontinental) (com Sami Zayn)                                                                                         | Luta triple threat                                                    | 16:45 |
| 3                                           | Adam Cole (c) derrotou Pete Dunne | Luta individual pelo Campeonato do NXT                                | 14:10 |
| 4                                           | "The Fiend" Bray Wyatt (c) derrotou Daniel Bryan | Luta individual pelo Campeonato Universal                             | 10:10 |
| 5                                           | Time SmackDown (Roman Reigns, Braun Strowman, King Corbin, Mustafa Ali, e Shorty G) derrotaram Time Raw (Seth Rollins, Drew McIntyre, Kevin Owens, Randy Orton, Ricochet) e Time NXT (Tommaso Ciampa, Damian Priest, Matt Riddle, Keith Lee, e Walter)2 | Luta Survivor Series 5-contra-5 de eliminação                         | 29:25 |
| 6                                           | Brock Lesnar (c) (com Paul Heyman) derrotou Rey Mysterio | Luta No Holds Barred pelo Campeonato da WWE                           | 7:00  |
| 7                                           | Shayna Baszler (Campeã Feminina do NXT) derrotou Becky Lynch (Campeonato Feminino do Raw) e Bayley (Campeã Feminina do SmackDown) por submissão | Luta triple threat                                                    | 18:10 |
| (c) – Refere-se aos campeões antes da luta. | |                                                                       |       |

1. ↑  Outras duplas por ordem de eliminaçã: The Forgotten Sons (Steve Cutler e Wesley Blake) (NXT), Lucha House Party (Gran Metalik e Lince Dorado) (SmackDown), Curt Hawkins e Zack Ryder (Raw), Imperium (Fabian Aichner e Marcel Barthel) (NXT), Heavy Machinery (Otis e Tucker) (SmackDown), Breezango (Fandango e Tyler Breeze) (NXT), The Revival (Dash Wilder e Scott Dawson) (SmackDown), e The O.C. (Karl Anderson e Luke Gallows) (Raw).

### Lutas Survivor Series
– Raw
     – SmackDown
     – NXT
↑1 
| Ordem de eliminação | Lutadora                                          | Eliminada por                                     | Método                                            | Tempo                                             |
| ------------------- | ------------------------------------------------- | ------------------------------------------------- | ------------------------------------------------- | ------------------------------------------------- |
| 1                   | Nikki Cross                                       | Bianca Belair                                     | Pinfall                                           | 9:38                                              |
| 2                   | Sarah Logan                                       | Bianca Belair                                     | Pinfall                                           | 12:11                                             |
| 3                   | Carmella                                          | Charlotte Flair                                   | Pinfall                                           | 15:38                                             |
| 4                   | Kairi Sane                                        | Sasha Banks                                       | Pinfall                                           | 16:48                                             |
| 5                   | Dana Brooke                                       | Asuka                                             | Pinfall                                           | 17:25                                             |
| 6                   | Charlotte Flair                                   | Lacey Evans                                       | Pinfall                                           | 19:03                                             |
| 7                   | Asuka                                             | Rhea Ripley                                       | Abandono                                          | 19:08                                             |
| 8                   | Lacey Evans                                       | Natalya                                           | Pinfall                                           | 19:50                                             |
| 9                   | Toni Storm                                        | Natalya e Sasha Banks                             | Submissão                                         | 20:47                                             |
| 10                  | Bianca Belair                                     | Sasha Banks                                       | Pinfall                                           | 21:16                                             |
| 11                  | Natalya                                           | Sasha Banks                                       | Pinfall                                           | 21:58                                             |
| 12                  | Sasha Banks                                       | Rhea Ripley                                       | Pinfall                                           | 28:00                                             |
| Sobrevivente(s):    | Candice LeRae, Io Shirai e Rhea Ripley (Time NXT) | Candice LeRae, Io Shirai e Rhea Ripley (Time NXT) | Candice LeRae, Io Shirai e Rhea Ripley (Time NXT) | Candice LeRae, Io Shirai e Rhea Ripley (Time NXT) |

↑2 
| Ordem de eliminação | Lutador                       | Eliminado por                 | Método                        | Tempo                         |
| ------------------- | ----------------------------- | ----------------------------- | ----------------------------- | ----------------------------- |
| 1                   | Walter                        | Drew McIntyre                 | Pinfall                       | 2:57                          |
| 2                   | Shorty G                      | Kevin Owens                   | Pinfall                       | 6:26                          |
| 3                   | Kevin Owens                   | Tommaso Ciampa                | Pinfall                       | 7:40                          |
| 4                   | Damian Priest                 | Randy Orton                   | Pinfall                       | 10:14                         |
| 5                   | Randy Orton                   | Matt Riddle                   | Pinfall                       | 10:28                         |
| 6                   | Matt Riddle                   | Rei Corbin                    | Pinfall                       | 10:52                         |
| 7                   | Braun Strowman                | N / D                         | Countout                      | 13:14                         |
| 8                   | Ricochete                     | King Corbin                   | Pinfall                       | 14:30                         |
| 9                   | Mustafa Ali                   | Seth Rollins                  | Pinfall                       | 16:10                         |
| 10                  | Drew McIntyre                 | Roman Reigns                  | Pinfall                       | 17:37                         |
| 11                  | King Corbin                   | Tommaso Ciampa                | Pinfall                       | 19:55                         |
| 12                  | Tommaso Ciampa                | Seth Rollins                  | Pinfall                       | 24:00                         |
| 13                  | Seth Rollins                  | Keith Lee                     | Pinfall                       | 26:34                         |
| 14                  | Keith Lee                     | Roman Reigns                  | Pinfall                       | 29:25                         |
| Sobrevivente(s):    | Roman Reigns (Time SmackDown) | Roman Reigns (Time SmackDown) | Roman Reigns (Time SmackDown) | Roman Reigns (Time SmackDown) |